# Kato van der Hoeven
Kato van der Hoeven (Amsterdam, 20 september 1877 – Den Haag, 7 december 1959) was een Nederlands celliste.
Ze is dochter van stalhouder Gerrit van der Hoeven en Johanna Catharina Marx. Haar zus Dina van der Hoeven (Amsterdam, 1871 - Haarlem, 1940) werd pianist met enige bekendheid in Nederland en Duitsland, pianolerares aan Stern'sches Konservatorium.
Ze kreeg haar muziekopleiding aan de orkestschool van Willem Kes en cellolessen van Isaäc Mossel en Anton Hekking. Na de studie trad ze toe tot het Concertgebouworkest, waarmee ze in 1896 al optrad als solist onder Willem Mengelberg in Kol nidrei van Max Bruch. In die periode was ze ook docent aan het Stern'sches Konservatorium. Ze maakte vanaf 1906 deel uit van het damestrio Nora Boas/Fanny Gelbart (piano) en Nella Gunning (viool). Ze trad als soliste veelvuldig in Nederland en Duitsland op; er zijn ook optredens in Engeland bekend met Johanna Heymann achter de piano. Na 1917 trok ze zich terug uit het muziekleven. Ze woonde nog enige tijd aan de Van Eeghenstraat 163 te Amsterdam en vertrok in 1946 naar Den Haag, waar ze in 1959 overleed.